# Oro fluente
Oro fluente o Molock
(Flowing Gold) è un film muto del 1924 diretto da Joseph De Grasse. La sceneggiatura di Richard Walton Tully si basa su Flowing Gold, romanzo di Rex Beach pubblicato a New York nel 1922. Prodotto dallo stesso Richard Walton Tully, il film aveva come interpreti Anna Q. Nilsson, Milton Sills, Alice Calhoun, Crauford Kent, John Roche, Cissy Fitzgerald.

## Trama
Ex militare, Calvin Gray trova lavoro in una città petrolifera del Texas dove assiste la famiglia Briskow. I Briskow, diventati ricchi dopo avere trovato il petrolio, affidano a Gray la gestione dei loro investimenti. Lui, così, si trova ad avere di nuovo a che fare con Henry Nelson, un suo ex ufficiale che già nell'esercito l'aveva preso di mira e che ora complotta contro i Briskow. Una bionda avventuriera cerca di truffare il figlio dei Briskow, Buddy, ma l'ex militare interviene, salvandolo dalla trappola in cui il giovane sta per cadere. Dopo varie avventure, Gray finisce per sposare la sorella di Buddy, Allenghy, dopo che lei l'ha salvato a sua volta durante un incendio e un'inondazione causata da un temporale.

## Produzione
La lavorazione del film, prodotto dalla Richard Walton Tully Productions, iniziò a fine novembre o inizio dicembre 1923.

## Distribuzione
Il copyright del film, richiesto dalla Richard Walton Tully Productions, fu registrato il 13 febbraio 1924 con il numero LP19910.

Distribuito dalla Associated First National Pictures e presentato da Richard Walton Tully, il film uscì nelle sale cinematografiche statunitensi il 1º marzo 1924.

In Italia, fu distribuito con il titolo Oro fluente oppure Molock dalla la First National nel 1925 con il visto di censura numero 20588.
Copia della pellicola si trova conservata nel Národní Filmovy Archiv di Praga.